# (44) Ниса
(44) Ни́са (лат. Nysa) — яркий астероид главного пояса, который принадлежит к очень светлому спектральному классу E и образует собственное семейство астероидов. Ниса является ярчайшим астероидом этого семейства и крупнейшим представителем класса Е. Астероид был открыт 27 мая 1857 года немецким астрономом и художником Германом Гольдшмидтом с помощью 4-дюймового телескопа, расположенного на балконе шестого этажа его квартиры в Латинском квартале Парижа, и назван в честь Нисы, легендарной страны в древнегреческой мифологии.

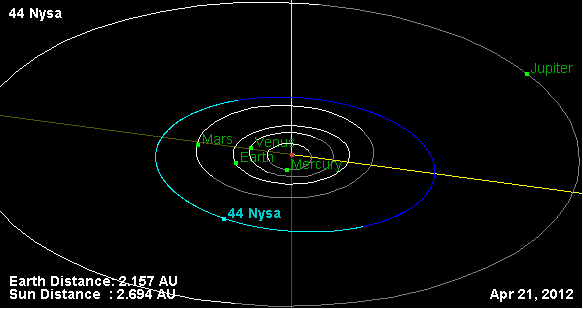
Орбита астероида Ниса и его положение в Солнечной системе

## Исследования астероида
В 2002 финский математик Микко Каасалайнен использовал 63 кривых блеска из Фотометрического каталога астероидов Уппсала (UAPC) для построения форменной модели астероида (44) Ниса. Форма оказалась конической, что было интерпретировано как признак двойственности астероида с близко расположенными компонентами.
В 2003 были опубликованы результаты, полученные с помощью датчиков системы точного наведения телескопа Хаббл, когда была произведена высокоточная интерферометрия в области астероида с целью более точного определения формы. По ряду причин оказалось невозможным определить, является ли астероид двойным или он просто сильно вытянут вдоль одной из осей.
В декабре 2006 были произведены наблюдения Нисы на радиотелескопе в обсерватории Аресибо. Выяснилось, что астероид обладает высокой радиолокационной поляризацией (μc) 0,50 ± 0,2, радиолокационным альбедо 0,19 ± 0,06 и видимым альбедо (pv) 0,44 ± 0,10. Наиболее подходящая модель, в соответствии с измерениями специалистов Аресибо, имела параметры a/b = 1,7 ± 0,1, a/c = 1,6-1,9; при этом ось а была равной (113 ± 10) км. Это даёт средний диаметр (79 ± 10) км. Кроме того, данные свидетельствуют о значительной вогнутости в структуре астероида (44) Ниса.
Наблюдение покрытия астероидом звезды TYC 6273-01033-1, проведённые голландским астрономом Harrie Rutten 20 марта 2012 года, выявили два периода ослабления блеска звезды во время затмения, что может рассматриваться как подтверждение наличия спутника.